# Miroslav Červenka
Miroslav Červenka (* 5. November 1932 in Prag; † 20. November 2005 in Prag) war ein tschechischer Dichter, Übersetzer und Literaturwissenschaftler.

## Leben
Er studierte tschechische Sprache und Literaturwissenschaften an der Philosophischen Fakultät in Prag, arbeitete danach an dem Institut für tschechische Literatur und schrieb für die Zeitschrift Květen (Mai).
Nach 1968 durfte er nicht mehr publizieren und auch das wissenschaftliche Studium wurde ihm untersagt. 1975 wurde er technischer Bibliothekar in Pragoprojekt. Seine Arbeiten wurden im Selbstverlag, unter anderem in der Zeitschrift Obsah (Inhalt) und im Ausland veröffentlicht. 1990 kehrte er an das Institut für tschechische Literatur der Akademie der Wissenschaften, in dem er vor 1968 gearbeitet hatte, zurück und wurde stellvertretender Vorsitzender des wiedergegründeten Prager Linguistenkreises. Er lehrte ferner tschechische Literatur auf der Philosophischen Fakultät der Prager Karlsuniversität.

## Werke
- Der Bedeutungsaufbau des literarischen Werks. Hrsg. v. Frank Boldt u. Wolf-Dieter Stempel, München 1978 (= Theorie und Geschichte der Literatur und der Schönen Künste Bd. 36, ISBN 3-7705-1096-8)

Neben eigenen literarischen-wissenschaftlichen und poetischen Veröffentlichungen übersetzte er aus dem Mongolischen, dem Russischen, Estnischen und Ukrainischen.